# Aslauga leaonae
Aslauga leaonae är en fjärilsart som beskrevs av Aurivillius 1920. Aslauga leaonae ingår i släktet Aslauga och familjen juvelvingar. Inga underarter finns listade i Catalogue of Life.